# Tommy Kuhse
Tommy Kuhse (Mesa, 5 gennaio 1998) è un cestista statunitense.

## Carriera
Dopo aver trascorso la carriera universitaria con i Saint Mary's Gaels, nel 2022 inizia la carriera professionistica con gli Austin Spurs. Il 6 marzo 2023 si trasferisce al R. Ludwigsburg; il 27 giugno passa al RASTA Vechta.